# Naver
Naver (kor. 네이버) – popularny południowokoreański serwis internetowy będący własnością Naver Corporation. Został uruchomiony w czerwcu 1999 roku przez byłych pracowników Samsunga. Zadebiutował jako pierwszy południowokoreański serwis wykorzystujący autorskie algorytmy przeszukiwania. Posiadał co najmniej 70% udziałów na koreańskim rynku w 2011 roku.